# Adpositie
Een adpositie is in de woordsoortenleer een woord dat een verbinding legt tussen een nominale constituent en een ander gedeelte van de zin. Dit kan zijn:
- een prepositie
- een postpositie
- een circumpositie